# Ken Jeong
Kendrick Kang-Joh Jeong (sinh ngày 13 tháng 7 năm 1969), thường được biết đến với nghệ danh Ken Jeong, là một nam diễn viên kiêm nghệ sĩ hài người Mỹ gốc Hàn Quốc. Ông được biết đến thông qua vai diễn Leslie Chow trong The Hangover, The Hangover Part II và The Hangover Part III. Ông cũng đóng chính vai Ben Chang trong Community.
Jeong từng là một bác sĩ được cấp phép ở California trước khi ngừng hành nghề để chuyển sang sự nghiệp diễn xuất.

## Danh sách phim

### Phim điện ảnh
| Năm  | Tên                                        | Vai diễn                | Notes |
| ---- | ------------------------------------------ | ----------------------- | --- |
| 1998 | Black Jaq                                  | Kurt                    | |
| 2007 | Knocked Up                                 | Dr. Kuni                | |
| 2007 | Uncle P                                    | Supermarket Bag Boy     | |
| 2008 | Step Brothers                              | Employment Agent        | |
| 2008 | Pineapple Express                          | Ken                     | |
| 2008 | Role Models                                | King Argotron           | |
| 2009 | The Hangover                               | Leslie Chow             | MTV Movie Awards for Best WTF Moment Nominated – MTV Movie Awards for Best Villain Nominated – Teen Choice Award Choice Movie Villain |
| 2009 | The Goods: Live Hard, Sell Hard            | Teddy Dang              | |
| 2009 | All About Steve                            | Angus                   | |
| 2009 | Couples Retreat                            | Therapist No.2          | |
| 2010 | How to Make Love to a Woman                | Curtis Lee              | |
| 2010 | Furry Vengeance                            | Neal Lyman              | |
| 2010 | Despicable Me                              | Talk Show Host (voice)  | |
| 2010 | Vampires Suck                              | Daro                    | |
| 2011 | Big Mommas: Like Father, Like Son          | Mailman                 | |
| 2011 | Zookeeper                                  | Venom                   | |
| 2011 | The Hangover Part II                       | Leslie Chow             | Nominated – Teen Choice Award Choice Movie: Male Scene Stealer                                                                        |
| 2011 | Transformers 3                             | Jerry Wang              | |
| 2011 | The Muppets                                | Punch Teacher Host      | Cameo |
| 2013 | Pain & Gain                                | Jonny Wu                | |
| 2013 | The Hangover Part III                      | Leslie Chow             | |
| 2013 | Rapture-Palooza                            | God                     | |
| 2013 | Despicable Me 2                            | Floyd Eagle-san (voice) | |
| 2013 | Turbo                                      | Kim-Ly (voice)          | |
| 2014 | Birds of Paradise                          | Vinnie (voice)          | Direct-to-DVD |
| 2014 | Biệt đội chim cánh cụt vùng Madagascar     | Short Fuse (voice)      | |
| 2015 | Advantageous                               | Han                     | Also producer |
| 2015 | The DUFF                                   | Mr. Arthur              | |
| 2015 | Ktown Cowboys                              | Himself                 | Cameo |
| 2016 | Norm of the North                          | Mr. Greene (voice)      | |
| 2016 | Ride Along 2                               | A.J.                    | |
| 2017 | Killing Hasselhoff                         | Chris Kim               | |
| 2018 | Crazy Rich Asians                          | Goh Wye Mun             | |
| 2018 | Saving Zoë                                 | Dr. Gallagher           | |
| 2018 | Câu chuyện lúc nửa đêm 2: Halloween quỷ ám | Mr. Chu                 | |
| 2018 | Then Came You                              | Officer Al              | |
| 2019 | Elsewhere                                  | Felix                   | |
| 2019 | Wonder Park                                | Cooper (voice)          | |
| 2019 | Avengers: Endgame                          | Security guard          | Cameo |
| 2019 | Dads                                       | Himself                 | Documentary film |
| 2019 | Tiểu thư và chàng lang thang               | Bác sĩ                  | Cameo |
| 2020 | My Spy                                     | David Kim               | |
| 2020 | Scoob!                                     | Dynomutt (voice)        | |
| 2020 | The Opening Act                            | Quinn                   | Post-production |
| 2020 | Over The Moon                              | Gobi (voice)            | |
| 2020 | Extinct                                    | Clarance (voice)        | In production |
| 2021 | Occupation: Rainfall                       |                         | [ 6 ] |
| 2021 | Tom & Jerry                                | Jackie                  | |
| 2021 | Boss Level                                 | Chef Jake               | Completed |
| 2021 | All-Star Weekend                           |                         | Completed |
| TBA  | El Tonto                                   |                         | Post-production |

### Phim truyền hình
| Năm       | Tên                                              | Vai diễn                                      | Notes |
| --------- | ------------------------------------------------ | --------------------------------------------- | --- |
| 1997      | The Big Easy                                     | Dr. Tang                                      | Episode: "Night Music" |
| 2001      | The Downer Channel                               | Store Owner                                   | Episode: "1.2" |
| 2002      | Girls Behaving Badly                             | Series regular                                | |
| 2003      | Cedric the Entertainer Presents                  | Asian Thunder                                 | 1 episode |
| 2003–2005 | MADtv                                            | Various characters                            | 4 episodes |
| 2004      | Significant Others                               | Gynecologist                                  | Episode: "An Ache, a Fake & Forgot to Brake"                                                                                   |
| 2004      | Crossing Jordan                                  | Steve Choi                                    | Episode: "Slam Dunk" |
| 2004      | Grounded for Life                                | Owner                                         | Episode: "I'm Looking Through You"                                                                                             |
| 2005      | Two and a Half Men                               | Male Nurse                                    | Episode: "Woo-Hoo, a Hernia Exam!"                                                                                             |
| 2005      | The Office                                       | Bill                                          | Episode: "E-mail Surveillance"                                                                                                 |
| 2005      | Mind of Mencia                                   | Ken                                           | 1 episode |
| 2006      | Three Strikes                                    | Roido's Interpreter                           | Episode: "Pilot" |
| 2006      | Entourage                                        | Coffee Shop Manager                           | Episode: "The Release" |
| 2007      | The Shield                                       | Skip Osaka                                    | Episode: "Back to One" |
| 2007      | Curb Your Enthusiasm                             | Man in Jersey #1                              | Episode: "The Anonymous Donor"                                                                                                 |
| 2007      | Boston Legal                                     | Coroner Myron Okubo                           | Episode: "The Innocent Man" |
| 2008      | 'Til Death                                       | Dr. Park                                      | 2 episodes |
| 2008      | Worst Week                                       | Phil                                          | 2 episodes |
| 2009      | WWE Raw                                          | Host/Himself                                  | Episode: "August 3rd, 2009" |
| 2009–2011 | American Dad!                                    | Dr. Perlmutter / Butch Johnson (voices)       | 3 episodes |
| 2009      | Party Down                                       | Alan Duk                                      | 2 episodes |
| 2009      | Men of a Certain Age                             | Kuo                                           | Episode: "Pilot" |
| 2009–2015 | Community                                        | Ben Chang                                     | 92 episodes TV Guide Award for Favorite Ensemble (2012) Nominated – Teen Choice Award for Choice TV: Male Breakout Star (2010) |
| 2010      | Players                                          | Rufus Ramsey                                  | Episode: "Induction Day" |
| 2012      | Mary Shelley's Frankenhole                       | Hyralius (voice)                              | Episode: "Maly Sherrey's Hyralius, Mutant Monster!"                                                                            |
| 2012      | Burning Love                                     | Ballerina                                     | 2 episodes Streamy Award for Best Guest Appearance                                                                             |
| 2012–2018 | Bob's Burgers                                    | Dr. Yap (voice)                               | 6 episodes |
| 2013      | Kung Fu Panda: Legends of Awesomeness            | Superintendent Woo (voice)                    | 2 episodes |
| 2013–2014 | Sullivan & Son                                   | Jason                                         | 2 episodes |
| 2013      | Kelly Clarkson's Cautionary Christmas Music Tale | Kelly's Manager                               | Television special |
| 2013      | Maron                                            | Himself                                       | Episode: "Sponsor" |
| 2013–2014 | Turbo FAST                                       | Kim-Ly (voice)                                | 2 episodes |
| 2014      | Hot in Cleveland                                 | Doctor                                        | Episode: "Stayin' Alive" |
| 2014–2018 | BoJack Horseman                                  | Dr. Allen Hu (voice)                          | 2 episodes |
| 2015      | Glee                                             | Pierce Pierce                                 | 2 episodes |
| 2015–2017 | Dr. Ken                                          | Ken Park                                      | Main role; also creator, writer and executive producer                                                                         |
| 2015      | Robot Chicken                                    | Richie Cunningham (voice)                     | Episode: "Ants on a Hamburger"                                                                                                 |
| 2016      | Wheel of Fortune                                 | Dr. Ken                                       | Episode: "Fun and Fit 5" |
| 2016      | Fresh Off the Boat                               | Gene                                          | 2 episodes |
| 2016–2018 | Justice League Action                            | Toyman (voice)                                | 2 episodes |
| 2016      | P. King Duckling                                 | Lee (voice)                                   | Episode: "A Day With A Panda"                                                                                                  |
| 2017      | A Christmas Story Live!                          | Christmas Tree Man / Chinese Restaurant Owner | Television special |
| 2018      | Drop the Mic                                     | Himself                                       | Episode: "Shaquille O'Neal vs. Ken Jeong / Jerry Springer vs. Ricki Lake"                                                      |
| 2018-2019 | Magnum P.I.                                      | Luther H. Gillis                              | 2 episodes |
| 2018      | America's Got Talent                             | Guest judge                                   | Episode: "Judge Cuts 1" (Season 13)                                                                                            |
| 2019      | The Kids Are Alright                             | Grover Young                                  | Episode: "The Love List" |
| 2019      | The Masked Singer                                | Judge                                         | Main role |
| 2019      | King of Mask Singer                              | Golden Pig                                    | Special guest; Episode 186 |
| 2019      | The Simpsons                                     | Korean Monk (voice)                           | Episode: "E My Sports" |
| 2019      | The Loud House                                   | Stanley Chang (voice)                         | 2 episodes |
| 2019      | The Casagrandes                                  | Stanley Chang (voice)                         | Recurring role |
| 2019      | What Just Happened??! with Fred Savage           | Himself                                       | Episode: "Assistant" |
| 2019      | Ken Jeong: You Complete Me, Ho                   | Himself                                       | Netflix special |
| 2019      | The Ellen DeGeneres Show                         | Himself                                       | Guest Host |
| 2020      | Adventures in Wonder Park                        | Cooper (voice)                                | Upcoming |
| 2020      | Staged                                           | Himself                                       | S02E05 The Warthog and the Mongoose Pt.1                                                                                       |
| 2020      | The Masked Singer UK                             | Judge                                         | Currently Airing |
| 2020      | Game On!                                         | Himself (contestant)                          | Episode: "Celebrity Guests: Tiki Barber and Ken Jeong"                                                                         |
| 2020      | I Can See Your Voice                             | Host                                          | |

### Video ca nhạc
| Năm  | Tên                 | Vai diễn                |
| ---- | ------------------- | ----------------------- |
| 2007 | What's It Gonna Be? | Million Dollar Strong   |
| 2011 | I Like How It Feels | Himself                 |
| 2016 | Boombox             | Laura Marano's Director |
| 2016 | La La (Visual)      | Himself                 |
| 2018 | Waste It On Me      | Steve Aoki feat. BTS    |

## Đời tư
Vợ của Jeong, Tran Ho, một người Mỹ gốc Việt, cô là một bác sĩ gia đình, đã sống sót qua bệnh ung thư vú. Họ có hai cô con gái sinh đôi Zooey và Alexa (sinh năm 2007).
Cha của ông, D.K. Jeong, là một giáo sư kinh tế tại đại học Bắc Carolina A&T.
Jeong và gia đình sống ở Calabasas, California.